# Eusparassus flavovittatus
Eusparassus flavovittatus — вид павуків родини Sparassidae підряду аранеоморфні (Araneomorphae). Вид є ендеміком гір Каракорум, мешкає на півночі Пакистану та  Індії.